# Kiligwa
La rivière Kiligwa est un cours d'eau d'Alaska, aux États-Unis situé dans le borough de North Slope. C'est un affluent de la rivière Colville.

## Sources
- (en) « Kiligwa », Geographic Names Information System